# Neve a Louveciennes
Neve a Louveciennes (La Neige à Louveciennes) è un dipinto del pittore inglese Alfred Sisley, realizzato nel 1875 e conservato presso il museo d'Orsay di Parigi.

## Descrizione

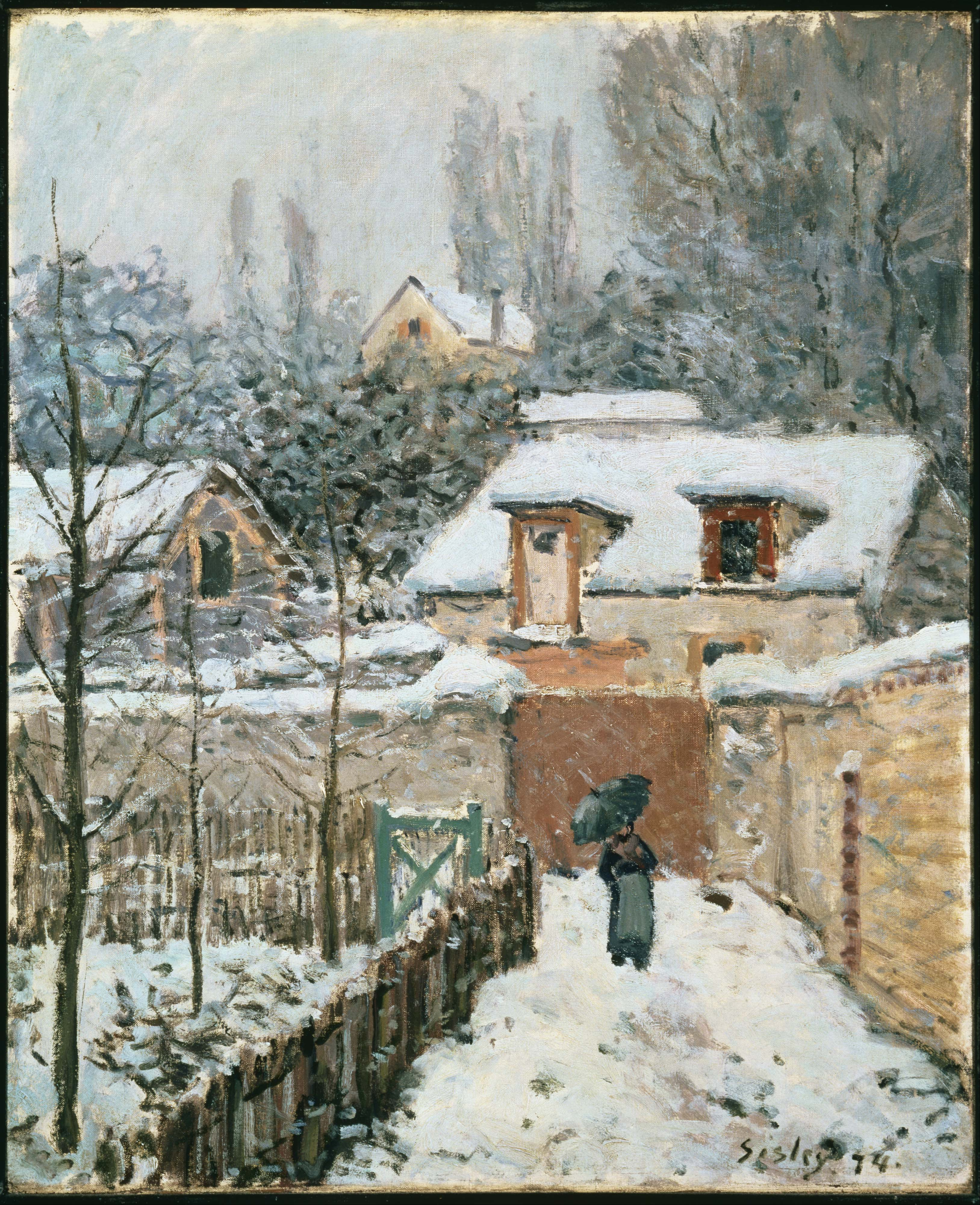
Alfred Sisley, Neve a Louveciennes (1874); olio su tela, 22x18 cm, Phillips Collection, Washington

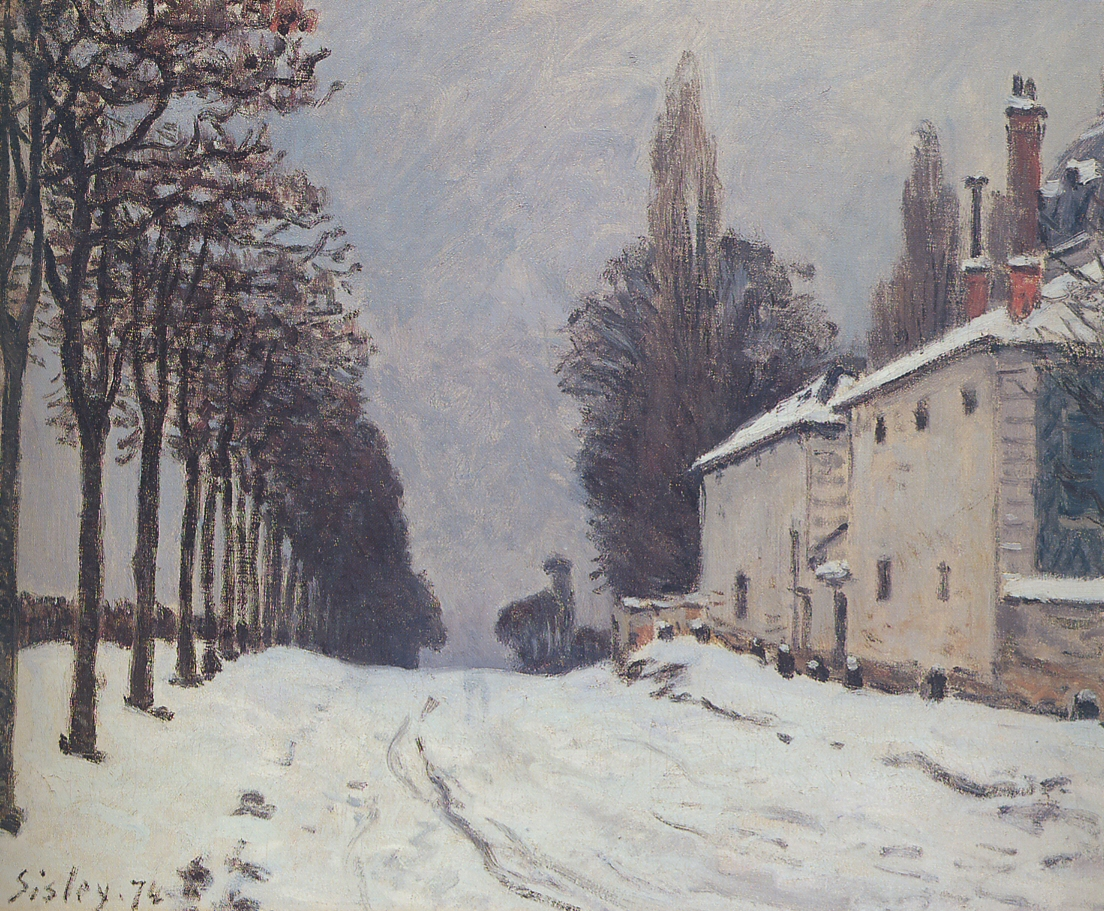
Alfred Sisley, Neige sur la route de Louveciennes (1874); olio su tela, 38 × 56 cm, collezione privata

Alfred Sisley, celebre pittore impressionista, tra il 1872 e il 1874 abitò nel villaggio di Louveciennes, nelle immediate vicinanze di Parigi: affascinato da questo angolo di Francia, ne avrebbe registrato le suggestive vedute in moltitudini di dipinti. Per quanto concerne nello specifico Neve a Louveciennes Sisley si fa interprete della malinconica desolazione portata con sé dall'inverno: «il suo temperamento riservato e solitario» osservano i curatori del museo d'Orsay «si concilia meglio con il mistero e con il silenzio piuttosto che con la luminosità dei paesaggi assolati e mediterranei che, invece, seduce tanto Renoir».
A essere raffigurato è proprio un sentiero di Louveciennes ricoperto di una coltre di candida neve, la quale costruisce un'atmosfera ovattata, perlacea, luminosa. Si noti il frondaggio diversificato degli alberi sullo sfondo, talora più fronzuti talora meno, con il quale il pittore ristabilisce un sicuro equilibrio compositivo. Quest'ultimo sarebbe potuto essere potenzialmente compromesso dalla diversa altezza dei due muretti che delimitano il sentiero: quello di destra, infatti, è alto, massiccio, e sovrasta la via, che respira solo grazie al profilo più basso e discontinuo dell'altro muretto, quello di sinistra, che si fonde senza soluzione di continuità nei primi caseggiati di Louveciennes. È proprio quella la destinazione dell'esile figura femminile ritratta in fondo al viottolo, la quale non vede l'ora di arrivare nella propria dimora e di sottrarsi ai gelidi rigori dell'inverno. Si noti come Sisley non si preoccupa di approfondire l'identità di questa donna e, anzi, la esilia sullo sfondo, raffigurandola come una sagoma piccola, lontana, che soccombe a una natura di fatto dominante.
La costruzione prospettica dell'opera viene invece affidata al viottolo che collega il primo piano allo sfondo, semplificando e accelerando la visione e attraversando lo spazio. Nonostante l'appassionata deferenza al plein air, dunque, Sisley non esita a palesare una sensibilità che diversi critici hanno definito «classica»: Sisley, infatti, medita a lungo su questa composizione, e opera una serie di accorgimenti compositivi, collocando l'unica figura umana sull'asse centrale di simmetria verticale ed allineando la sommità del muretto di destra con la base di quello di sinistra. Il punto di vista è tuttavia decentrato assai insolitamente in basso: questo artificio, spiegano i critici d'arte Giorgio Cricco e Francesco Di Teodoro, «ci consente di dominare la scena da un'altezza pari a un quarto di quella dell’intero dipinto, affinché il cielo e il paesaggio, veri e unici protagonisti dell’opera, abbiano modo di espandersi percettivamente, occupando di fatto la maggior parte della superficie dipinta». Con questi sapienti accorgimenti Sisley coinvolge attivamente l'osservatore e, anzi, sembra quasi volerlo investire con le glaciali temperature invernali che interessavano Louveciennes nell'Ottocento.
Vale la pena, infine, dedicare qualche accenno al cielo che in questo dipinto incombe su Louveciennes. È plumbeo, uniforme, denso di una coltre gravida di tempesta, e gli viene accordata una considerevole rilevanza. Sisley, a proposito, scriveva: «Il cielo non può essere solo uno sfondo. Io metto in risalto questa
parte del paesaggio perché vorrei farvi capire l'importanza che attribuisco al cielo, [in quanto] comincio una tela sempre con il cielo». Notevole anche la tavolozza del dipinto, arpeggiata sulle armonie e sulle sfumature dei grigi e degli azzurri. Viene dunque profilato un impianto cromatico freddo proprio come una giornata invernale: solo i muri, tinti di un ocra evanescente, contribuiscono a intiepidire la composizione.